# 海野幸光
海野 幸光（うんの ゆきみつ）は、戦国時代の武将。上野国吾妻郡の国衆。

## 生涯

### 出自
父は吾妻郡羽根尾（現・長野原町）を領する国衆・羽尾景幸で、幸光はその次男にあたる（『加沢記』）。羽尾氏は鎌倉期に三原荘の地頭となった海野幸氏の子孫を称しており、幸光と弟・輝幸は海野氏を名乗っている。平山優は天文10年（1541年）に信濃を追われて上野に亡命してきた海野棟綱の名跡を継いで海野氏を称した可能性を示唆している。
戦国期になると吾妻郡東部を領有していた吾妻斎藤氏の勢力が羽尾氏のいる西部にも及ぶようになり、幸光の兄・羽尾治部入道道雲（業幸か？）も嶽山城（現・中之条町）主・斎藤憲広に従うようになった。

### 事績
永禄4年（1561年）より武田信玄の西上野侵攻が開始され、吾妻郡の国衆であった斎藤憲広・羽尾道雲も武田氏の従属国衆となった。しかし、同郡の国衆である鎌原重澄とそれを支援する武田氏と所領問題で対立するようになり、永禄6年（1563年）に斎藤憲広らは武田氏から離反して岩櫃城（もしくは岩下城）に籠城した。幸光は兄・道雲と共に当初は斎藤方に付いたが、真田信綱・室賀満正の調略により弟・輝幸と斎藤憲広の甥・斎藤弥三郎と共に武田氏に内応し、岩櫃城を武田氏に引き渡した（『加沢記』）。
以後、幸光は武田氏配下の従属国衆となり、岩櫃城に配備され真田氏の相備えに付けられた。『加沢記』によると幸光・輝幸兄弟は真田幸綱の推挙により武田信玄より「吾妻郡代」に任じられ、幸光の娘が浦野弾正忠（大戸浦野氏・浦野真楽斎の嫡男）と鎌原重澄に、輝幸の嫡男・幸貞が矢沢頼綱（真田幸綱の弟）の婿となったという。
天正8年（1580年）2月から始まる武田氏の沼田城攻略戦では、5月23日に前線である名胡桃城（現・みなかみ町）に配置され、在城する輝幸・金子泰清・渡辺左近丞を一時的に指揮下に置いた。沼田城攻略後、弟・輝幸は沼田城二ノ丸に配備され、兄弟で岩櫃・沼田という北上野の重要拠点を抑えることになる。翌年3月7日には上野でさらに二つの城を手に入れたことを真田昌幸より賞されている。

### 海野兄弟粛清事件
天正9年（1581年）、幸光と弟・輝幸、甥・幸貞が突如武田氏によって粛清された。この事件の事実関係を裏付ける確実な史料は存在しないが、『古今沼田記』『羽尾記』は事件日を10月23日とし、『加沢記』は11月のこととしている。
以下は『加沢記』に記述されている幸光の最期の様子である。幸光は真田昌幸の軍勢により岩櫃城の自身の屋敷にて襲撃され、当時老衰により盲目であったが座敷に麻の殻を撒き散らして殻を踏む音で敵を見分け、三尺五寸の太刀を振るい十四、五人を切り伏せたという。しかし切り抜けることはかなわず館に火をかけ自刃した。享年は75と伝わる。館から脱出した幸光の妻と娘は越後に逃れようとしたが、真田方の包囲から逃れられず家来・渡利常陸介によって殺害された。また、弟・輝幸とその子・幸貞は沼田城に派遣された加津野昌春の襲撃を受け、親子で刺し違えて自刃した。
幸光ら海野一族が粛清された要因として、幸光ら海野氏が同郡の鎌原氏と所領問題で対立しており、さらに沼田城攻略後に吾妻郡の支配を巡って真田昌幸とも対立している（『加沢記』）。幸光らは吾妻郡の支配を巡り周辺国衆や真田氏との関係を悪化させていたため、上野支配の安定化を図る武田・真田氏が海野一族を排除することにより、海野氏を巡る所領問題の解決と領国の安定化を図ったと平山優は推測している。また平山優は、沼田城攻略に伴う恩賞宛行の遅延と混乱、さらには同年3月の高天神城落城による武田氏の求心力の低下が、幸光をはじめとする上野国衆の離反を誘発したとも指摘している。